# الحبوبية
الحبوبية أو سليقة القمح أكلة[ ؟ ] حلوة منتشرة في الشام، وتصنع من القمح

## التحضير
ينقع القمح ثم يُسلق ويُضاف له اليانسون والسكر أو دبس العنب، والمكسرات.

## عادات وتقاليد
- تُحضر السليقة في مجتمع بلاد الشام عادةً مع نبت السن الأول للطفل وتوزع على الأقارب والجيران.[1]